# Distrito electoral de Alexandria (condado de Thayer, Nebraska)
Alexandria Precinct es una subdivisión territorial inactiva del condado de Thayer, Nebraska, Estados Unidos. Según el censo de 2020, tiene una población de 387 habitantes.
En el estado de Nebraska, 25 condados están subdivididos en townships y 63 (entre ellos, el condado de Thayer) en precintos, donde no hay gobierno municipal.

## Geografía
Está ubicada en las coordenadas 40°13′25″N 97°25′13″O / 40.22361, -97.42028. Según la Oficina del Censo de los Estados Unidos, tiene una superficie total de 279.76 km², de la cual 279.18 km² corresponden a tierra firme y 0.58 km² son agua.

## Demografía
Según el censo de 2020, hay 387 personas residiendo en la zona. La densidad de población es de 1.39 hab./km². El 95.87% de los habitantes son blancos, el 0.26% es afroamericano, el 0.26% es amerindio, el 0.26% es asiático y el 3.36% son de una mezcla de razas. Del total de la población, el 3.10% son hispanos o latinos de cualquier raza.